# اورچارد هیلز، نیوساوت ولز
اورچارد هیلز (به انگلیسی: Orchard Hills) یک حومه شهر در استرالیا است که در نیو ساوت ولز واقع شده‌است.